# Алгинський сільський округ (Кордайський район)
Алги́нський сільський округ (каз. Алға ауылдық округі, рос. Алгынский сельский округ) — адміністративна одиниця у складі Кордайського району Жамбильської області Казахстану. Адміністративний центр — село Алга.
Населення — 1106 осіб (2021; 958 у 2009, 1184 у 1999, 2495 у 1989).
Станом на 1989 рік існували Курдайська селищна рада (смт Курдай) та Жанатурмиська сільська рада (села Алга, Жанатурмис, Кокадир). 1997 року Жанатурмиський сільський округ (села Алга, Жанатурмис, Кокадир) приєднано до складу Беткайнарського сільського округу, а Музбельська сільська адміністрація (село Музбел) — до складу Кененського сільського округу. До 1999 року село Алга було передано до складу Ногайбайського сільського округу. 2001 року було утворено Алгинський сільський округ, до складу якого увійшли село Алга Ногайбайського сільського округу, село Музбел Кененського сільського округу та село Кокадир Беткайнарського сільського округу.

## Склад
До складу округу входять такі населені пункти:
| Населений пункт | Старі назви | Населення, осіб (1989) | Населення, осіб (1999) | Населення, осіб (2009) | Населення, осіб (2021) |
| --------------- | ----------- | ---------------------- | ---------------------- | ---------------------- | ---------------------- |
| Алга, село      | -           | 696                    | 718                    | 605                    | 780                    |
| Кокадир, село   | -           | 337                    | 196                    | 169                    | 187                    |
| Музбель, село   | Курдай      | 1462                   | 270                    | 184                    | 139                    |